# Petrůvky
Petrůvky (en allemand : Petruwek) est une commune du district de Třebíč, dans la région de Vysočina, en République tchèque. Sa population s'élevait à 126 habitants en 2024.

## Géographie
Petrůvky se trouve à 6,5 km au sud-sud-est de Třebíč, à 34,7 km au sud-sud-est de Jihlava et à 148 km au sud-est de Prague.
La commune est limitée par Střítež au nord, par Klučov et Ostašov à l'est, par Výčapy au sud et à l'ouest, et par Třebíč au nord-ouest.

## Histoire
La première mention écrite de la localité date de 1519.

## Transports
Par la route, Petrůvky se trouve à 7,5 km de Třebíč, à 40,5 km de Jihlava et à 172 km de Prague.